# 세안제
세안제(洗顔劑)는 얼굴의 더러운 부분이나 화장 등을 닦아내기 위하여 사용되는 물건이다. 클렌징폼, 비누 등이 여기에 포함된다.

## 클렌징폼
클렌징폼은 비누와 달리  PH농도가 중성 또는 약한산성으로 피부를 청결하게 하는 화장품이다.  
물과 함께 사용하여 거품을 내어 접촉면을 늘려서 세정효과를 늘리는 장점이 있다.  클렌징폼은 주로 음이온성 계면활성제를 사용한다. 
피부 보습효과를 향상시키기 위하여 글리세린이나 오일 등을 함유하고 있다.